# José Manuel Durand Laguna
José “El Negro” Laguna, (7 de noviembre de 1885, Salta, Argentina-16 de julio de 1959, Buenos Aires, Argentina) fue un futbolista, entrenador y dirigente del Club Atlético Huracán.

## Trayectoria
En 1907, se mudó al barrio de Parque Patricios, de la ciudad de Buenos Aires. Proveniente del club Gloria de Mayo se relacionó con el Club Atlético Huracán. Fue jugador del equipo durante varios años y también su presidente, desde 1910 hasta el 11 de mayo de 1911. Introdujo en el club a Jorge Newbery, quien se transformó en figura trascendente de la institución, de la que fue distinguido como socio honorario, y luego como presidente de honor, por sus aportes y su colaboración. 
En su actuación como jugador Laguna se destacó en la posición de delantero, en la que jugó un total de 137 partidos, con 71 goles en su haber, solo en Huracán. Fue convocado para la Selección Argentina en 4 partidos, en los cuales consiguió 3 anotaciones.
Luego de finalizar su carrera como futbolista, continúo siendo técnico de Huracán, y de forma paralela, de la Selección de Paraguay. Falleció en Buenos Aires a los 73 años.

## Clubes

### Como jugador
| Club                | País      | Año       |
| ------------------- | --------- | --------- |
| Huracán             | Argentina | 1908-1911 |
| Nacional            | Argentina | 1911      |
| Independiente       | Argentina | 1912      |
| Libertadores Unidos | Argentina | 1913      |
| Huracán             | Argentina | 1914-1924 |
| Olimpia             | Paraguay  | 1925-1927 |

- Selección

| Torneo            | País      | Año  |
| ----------------- | --------- | ---- |
| Copa América 1916 | Argentina | 1916 |

### Técnico
- Equipos

| Club                  | País      | Año         |
| --------------------- | --------- | ----------- |
| Club Atlético Huracán | Argentina | 1931        |
| Nacional Paraguay     | Paraguay  | 1942 - 1945 |

- Selección

| Torneo            | País     | Año  |
| ----------------- | -------- | ---- |
| Copa América 1921 | Paraguay | 1921 |
| Copa América 1929 | Paraguay | 1929 |
| Mundial 1930      | Paraguay | 1930 |

## Palmarés

### Como jugador

#### Con Huracán
- Copa Estímulo (1): 1920
- Primera División de Argentina (2): 1921 y 1922
- Copa Dr. Carlos Ibarguren (1): 1922

#### Con Olimpia
- Primera División de Paraguay (2): 1925 y 1927

## Presidencia
| Predecesor: J. Aldonza | Presidente del Club Atlético Huracán 1910 - 1911 | Sucesor: José Balsamini |